# ピエトロ・ベンボ
ピエトロ・ベンボ（伊: Pietro Bembo、1470年5月20日 - 1547年1月18日）は、ルネサンス期イタリアの詩人、人文学者、文学理論家。聖ヨハネ騎士団の一員でローマ・カトリックの枢機卿でもあった。ベンボは近代イタリア語の革新に影響を与えた人物であり、フィレンツェを中心とするトスカーナ方言を近代イタリアの標準語として体系化することに大きく寄与した。ベンボの著作は、14世紀の詩人、人文学者で16世紀になって再評価されたペトラルカの業績に影響を受けている。またベンボの理論は、16世紀でもっとも重要な世俗歌劇であるマドリガーレにも多大な影響を与えている。

## 生涯

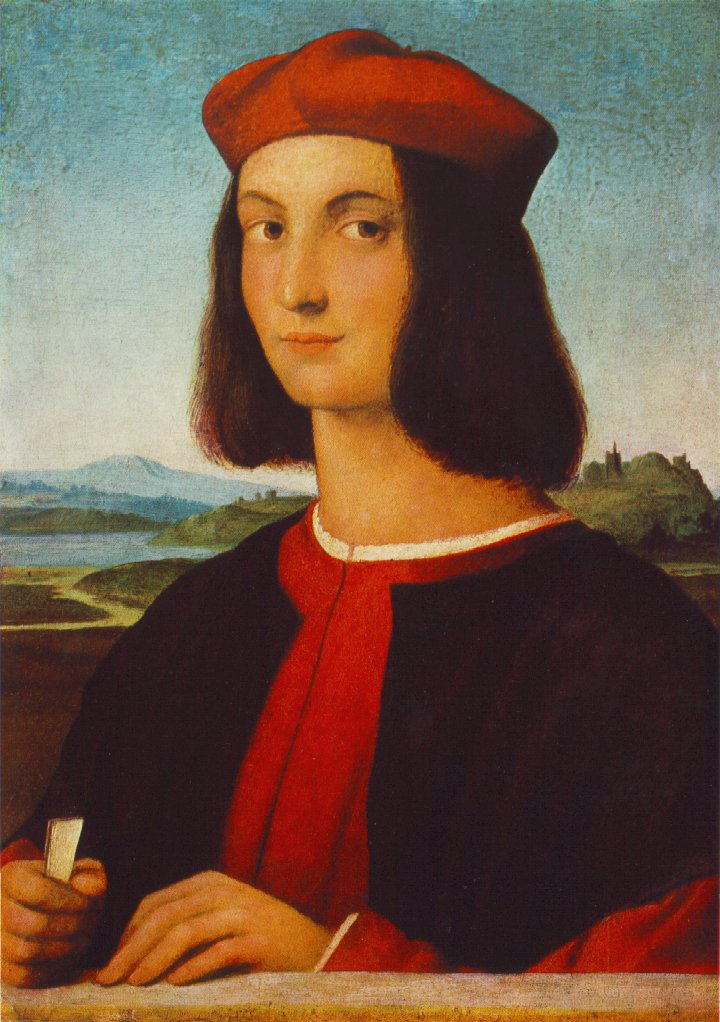
ラファエロが1504年頃に描いたピエトロ・ベンボとされる肖像画『若い男の肖像』。ブダペスト国立西洋美術館所蔵。

ベンボはヴェネツィアの貴族階級に生まれた。父親のベルナルド・ベンボは、中世イタリア最大の詩人ダンテ・アリギエーリの没地であるラヴェンナに、ダンテの記念碑を建立することに尽力した人物である。ベルナルドはヴェネツィア共和国の外交官で、幼いピエトロ・ベンボも父とともに諸国を旅している。父に連れられて滞在したフィレンツェではトスカーナ方言に魅せられた。ベンボが魅せられ、身につけたこのトスカーナ方言が、その後のイタリア文学、音楽の歴史に非常に重要な役割を果たすようになっていった。
ベンボはメッシーナのコンスタンティノス・ラスカリス（文献学者）のもとで、二年間ギリシア語を学び、その後パドヴァ大学に入学した。1497年から1499年にかけては、イタリア有数の文学と音楽の中心地となるフェラーラの領主フェラーラ公エルコレ1世・デステの宮廷で過ごしている。ベンボはフェラーラで詩人ルドヴィーコ・アリオストと出会い、最初の著作となる、宮廷での恋愛劇を描いた『アーゾロの談論 (en:Gli Asolani)』を書き始めた。この作品に記されている詩歌は、14世紀の詩人ボッカッチョやペトラルカの作品を髣髴とさせ、16世紀の音楽にも広く影響を与えている。ベンボは自身の詩歌をリュートの伴奏で女性が歌い上げることを好み、音楽の愛好家でリュートの演奏家でもあったマントヴァ侯妃イザベラ・デステと1505年に拝謁したときには、自身の著作をイザベラに贈っている。

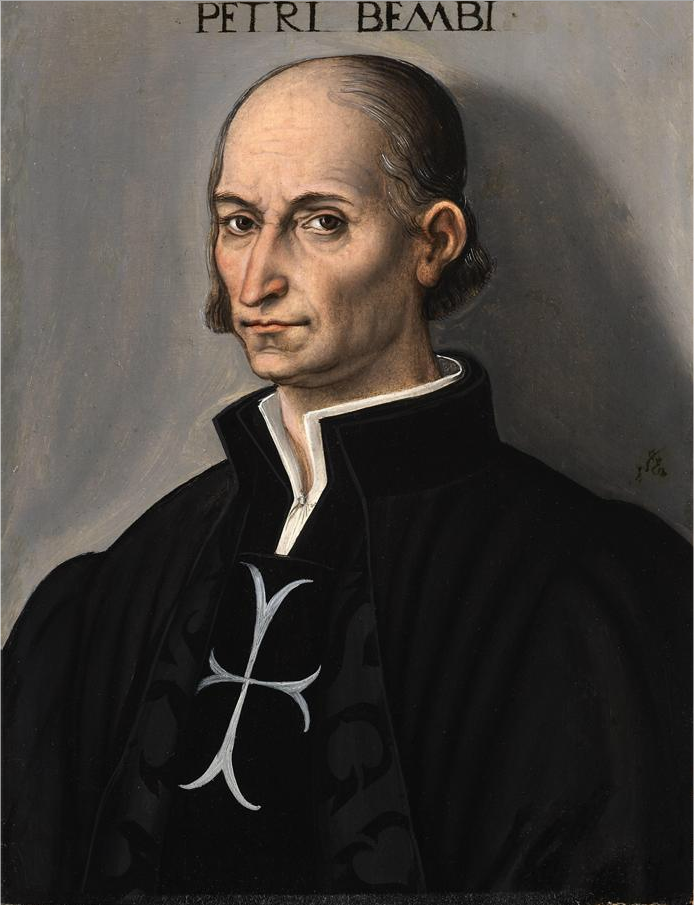
ルーカス・クラナッハ (子)が1530年代半ばに描いたピエトロ・ベンボ。聖ヨハネ騎士団の制服を着用している。

ベンボは1502年と1503年にもフェラーラを訪れており、フェラーラ公妃ルクレツィア・ボルジアと不倫関係になったといわれている。ベンボがフェラーラを離れたのは、著名な作曲家ジョスカン・デ・プレがフェラーラ宮廷に迎え入れられたのとほぼ同時期で、当時フェラーラで大流行し始めていたペストを避けるためだった。このフェラーラでのペスト大流行は1505年にもっとも多くの死者を出し、著名な作曲家ヤーコプ・オブレヒトもこのときにペストで死去している。
ベンボは1506年から1512年にかけてウルビーノ公国に滞在し、もっとも重要な著作となる、イタリア語での詩歌制作を扱った『俗語読本 (Prose della volgar lingua)』を書き始めたが、出版されたのは1525年になってからだった。1513年に枢機卿ジュリオ・デ・メディチ（後のローマ教皇クレメンス7世）の随伴員としてローマを訪れ、ジュリオの従兄のローマ教皇レオ10世のラテン語担当秘書官に任命された。1514年にはマルタ騎士団の前身である聖ヨハネ騎士団の一員に選ばれている。レオ10世の死去と健康を害したこともあって、ベンボは1521年にローマを離れてパドヴァへと向かった。パドヴァでも著作を続け、1525年に『俗語読本』が出版された。ベンボは1530年に故郷フィレンツェ共和国の公式歴史担当官職に就き、その後間もなくサン・マルコ寺院付属図書館の館長にもなっている。
1538年12月20日にローマ教皇パウルス3世が教皇権限 (en:In pectore) でベンボを枢機卿候補に指名した。このためベンボはローマへと戻り、助祭の叙階を受けている。叙階が終わった後にベンボの枢機卿立候補が発表され、1539年3月10日に開催された教皇枢密会議でサン・シリアコ・アッレ・テルメ教会助祭枢機卿に任命された。その後サン・クイーリコ・ドルチャ教会助祭枢機卿に異動し、1542年2月にサン・クリソゴノ教会司祭枢機卿に昇格している。さらに二年後にはサン・クレメント聖堂司祭枢機卿に異動した。
ベンボはローマでも新しい著作の書下ろしと過去の著作の見直しを続け、同時に文学理論や古典の研究も行っていた。それまでの業績への報酬としてグッビオとベルガモの司教区管理者を任されたが、司教枢機卿には任命されなかったと考えられている。ベンボはローマで77歳で死去し、ローマ教皇庁近くのサンタ・マリア・ソプラ・ミネルヴァ教会に埋葬された。

## 著作と影響

ティツィアーノが1530年代に描いた『枢機卿ピエトロ・ベンボの肖像』。枢機卿の緋色の服を着用している。

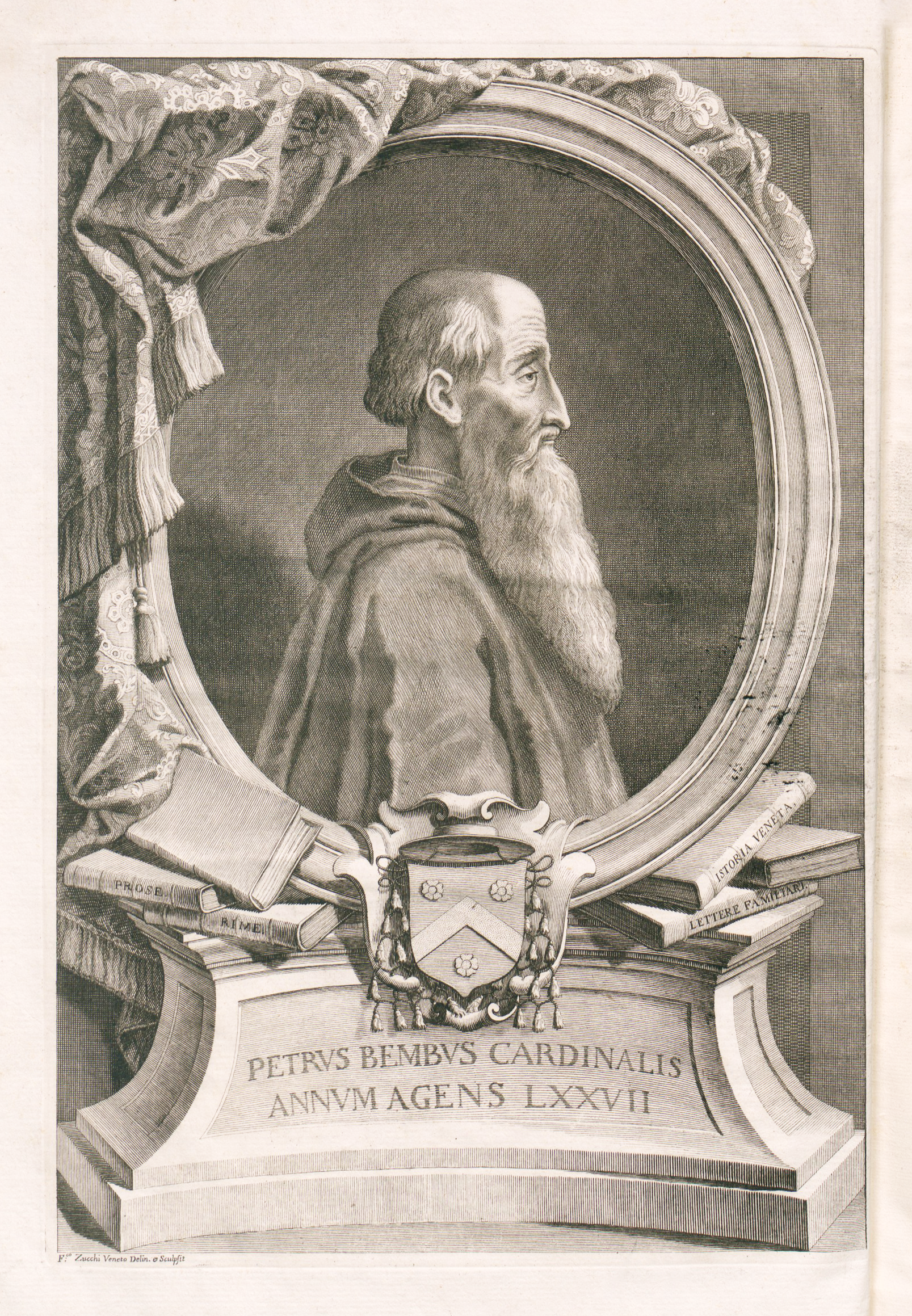
Pietro Bembo, Historia Veneta, 1729

ベンボは『俗語読本』でペトラルカの文章を最上のものと位置づけ、詩歌の構成、押韻、言葉の響き、調和、多様性などを論じた。ベンボの理論によると、詩歌で使用する語句は子音と母音の調和、押韻、一文の長さなどが厳密に計算されるべきである。そうすることによって、詩歌を聴くものに甘美、優雅、厳粛、悲嘆などの感情を想起させることができるとしている。ベンボの『俗語読本』がイタリアのマドリガーレの発展に大きく寄与したことは疑いの余地がない。マドリガーレは16世紀のイタリアでもっとも重要な世俗歌劇で、ベンボの理論に従って入念に構成された詩歌こそが、劇中の歌曲でもっとも重要な要素だったのである。
会話集、詩、随筆以外のベンボの著作として、1487年から1513年にかけて書いた歴史書『ヴェネツィアの歴史 (Historia Veneta)』（1551年出版）がある。ベンボの初期の著作で、プラトニック・ラブを解説し、推奨する『アーゾロの談論』は、自身の雇用主フェラーラ公アルフォンソ1世・デステの妃であるルクレツィア・ボルジアとベンボとの肉体的な不倫関係からすると皮相的な面もある。
出版業者アルドゥス・マヌティウスが1501年に出版した、ペトラルカの詩をベンボが再編した詩集や、同じくアルドゥスが1502年に出版したベンボの『Terzerime』も重要な著作である。また、ローマで活動していた、音楽関係の印刷、出版業者で作曲家でもあったアンドレア・アンティーコ (en:Andrea Antico) もベンボから大きな影響を受けた一人である。アンティーコが出版したアドリアン・ヴィラールトらヴェネツィア楽派初期の音楽家たちの楽曲は、ベンボの音楽理論を多くの音楽家たちに広めることに手を貸した。ヴィラールトが書いたマドリガーレの楽曲集『ムジカ・ノーヴァ』は、ベンボが提唱した音楽理論との深い関係性がみてとれる。
また、書体のBEMBO (en:Bembo) は、ベンボにちなんで名づけられている。

### 日本語訳
- 『アーゾロの談論』 仲谷満寿美訳・解説、ありな書房、2013年

## 参考文献

Sogno, 1492-1494